# Emirdağ (district)
Emirdağ is een Turks district in de provincie Afyonkarahisar en telt 46.199 inwoners (2007). Het district heeft een oppervlakte van 2.047,76 km².
De bevolkingsontwikkeling van het district is weergegeven in onderstaande tabel.
| 1997   | 2000   | 2007   |
| ------ | ------ | ------ |
| 50.719 | 47.396 | 46.199 |

## Plaatsen
- Adayazı - 993 inwoners

## Geboren in Emirdağ
- Meral Uslu (1962), Turks-Nederlands filmmaakster